# Platja de Sant Jordi (Llançà)
La platja de Sant Jordi, o platja d'en Jordi, és una platja semiurbana del municipi de Llançà (Alt Empordà) situada entre la platja de l'Alguer al nord, i la platja de l'Argilera al sud. Té una longitud de 95 m i una amplada mitjana de 15 m, de sorra de gra mig i un pendent d'entrada a l'aigua moderat. S'hi accedeix pel camí de ronda.
El 2021 l'Ajuntament de Llançà va habilitar aquesta platja per a gossos.